# Aeroporto Internazionale Payam
L'aeroporto Internazionale Payam (persiano: فرودگاه پیام) (IATA: PYK, ICAO: OIIP) è un aeroporto internazionale situato a Karaj, a 40 chilometri da Teheran, nella provincia di Alborz in Iran. L'aeroporto è stato costruito nel 1990, ma è stato aperto ufficialmente solo nel 1997. Payam Aviation Services Co. gestisce l'aeroporto come parte della Payam Special Economic Zone. In precedenza Payam Air gestiva un hub di posta aerea presso l'aeroporto.
L'aeroporto è servito principalmente da voli cargo. I servizi commerciali per i passeggeri sono iniziati il 14 settembre 2018. Il primo volo è stato un servizio di Taban Air dall'aeroporto Internazionale di Mashhad e ad oggi è l'unico volo passeggeri che opera dall'aeroporto.